# You're Not Alone (chanson de Joe and Jake)
Pour les articles homonymes, voir You Are Not Alone.
Chansons représentant le Royaume-Uni au Concours Eurovision de la chanson
Still in Love with You
(2015) Never Give Up On You
(2017)
You're Not Alone (en français « Vous n'êtes pas seuls ») est la chanson de Joe and Jake qui représente le Royaume-Uni au Concours Eurovision de la chanson 2016 à Stockholm.
Le 14 mai 2016, au cours de la finale, elle termine à la 24e position avec 62 points.